# Roter Frontkämpferbund
Roter Frontkämpferbund (RFB, Union des combattants du Front rouge) est une organisation militante communiste antifasciste née en 1924, issue du Parti communiste d'Allemagne (KPD). Roter Frontkämpferbund comptait quelque 130 000 membres en 1929. En signe de ralliement au mouvement, les militants exécutent le salut en levant le poing gauche. Ils se réunissent pour les défilés avec drapeaux. 

## Historique
En mai 1926, lors d'un de ces rassemblements, tous prêtent serment de défendre l'URSS. Interdite en État libre de Prusse en 1929, puis dans tous les autres États allemands, l'organisation survécut ensuite dans la clandestinité,,.
Elle est notamment mentionnée dans l'hymne national de l'Allemagne nazie, le Horst-Wessel-Lied, sous le nom de « Front Rouge ».

## Membres notables
- Ernst Thälmann
- Albrecht Höhler
- Georg Elser
- Ludwig Renn
- Hans Kahle